# کارگر ساده نیازمندیم
کارگر ساده نیازمندیم فیلمی به کارگردانی و تهیه‌کنندگی منوچهر هادی و نویسندگی پدرام کریمی محصول سال ۱۳۹۴ است.
این فیلم در تاریخ ۱۴ تیر ۱۳۹۶ در سینماهای ایران اکران شده‌است.

## داستان
فیلمی که به زندگی کارگران مهاجر شهرستانی در تهران و آرزوها، امیدها و یأسهای آنها مربوط است. شخصیت اصلی فیلم، جوان کارگر مهاجر آذربایجانی به نام قدم ( بهرام افشاری ) است که آدم کله‌شقی است و روحیه ستیزه‌جو و پرخاشگری دارد. قدم در مغازه مردی جنوبی به نام رحمت ( مهران احمدی ) شاگردی می‌کند و عاشق مونس، ( روژین رحیمی تهرانی ) دختر رحمت است. پس از مرگ ناگهانی و مشکوک رحمت، بساز بفروش پولدار نوکیسه ای به نام جهان ( آتیلا پسیانی ) از موقعیت استفاده کرده و از دختر ۱۶ ساله رحمت یعنی مونس که قدم عاشق اوست، در ازای طلبش خواستگاری می‌کند. قدم بعد از پی بردن به این موضوع، خشمگین شده و با جهان درگیر می‌شود تا اینکه…

## بازیگران
| بازیگر             | نقش         |
| ------------------ | ----------- |
| آتیلا پسیانی       | جهان        |
| یکتا ناصر          | میمنت       |
| مهران احمدی        | رحمت        |
| سحر قریشی          | نورسته/رویا |
| بهرام افشاری       | قدم         |
| سیامک صفری         | محبوب       |
| سیروس همتی         | عزیز        |
| مجید اصغری         | ارشد        |
| روژین رحیمی تهرانی | مونس        |
| آرین اسماعیلی      | عماد        |
| آرمیتا اسماعیلی    | آرمیتا      |